# Шадрино (Целинный район)
Шадрино — село в Целинном районе Алтайского края. Входит в состав сельского поселения Бочкарёвский сельсовет.

## История
Основано в 1746 г. В 1928 году деревня Шадрина состояла из 204 хозяйств, основное население — украинцы. В административном отношении являлось центром Шадринского сельсовета Новиковского района Бийского округа Сибирского края.

## Население
| 1926 | 1997 | 1998 | 1999 | 2000 | 2001 |
| ---- | ---- | ---- | ---- | ---- | ---- |
| 1169 | ↘175 | ↘173 | ↘170 | ↘165 | ↘164 |
| 2002 | 2003 | 2004 | 2005 | 2006 | 2007 |
| ↘147 | ↘138 | ↘127 | ↘105 | ↘94  | ↘80  |
| 2008 | 2009 | 2010 | 2011 | 2012 | 2013 |
| ↘39  | →39  | ↘26  | ↘25  | ↘24  | ↘19  |

Национальный состав
Согласно результатам переписи 2002 года, в национальной структуре населения русские составляли 93 %.